# Khasekhem
Khasekhem (fl. XXIX-XXVIII secolo a.C.) è stato un faraone appartenente II dinastia egizia.

## Biografia
Il nome è riportato solamente su due statue e su alcuni vasi provenienti da Abido.
La teoria maggiormente accettata tra gli studiosi è che questo sovrano abbia regnato sul Basso Egitto contemporaneamente al regno di Peribsen sull'Alto Egitto. E possibile che, in seguito, lo stesso Khasekhem abbia riunificato i due regni assumendo il nome di Khasekhemui.
In alternativa Khasekhemui potrebbe essere il successore di Khasekhem ma la considerazione che la tomba di Khasekhem non è stata rinvenuta fa pendere la bilancia a favore della prima ipotesi.

## Titolatura
| G5 |

| G5 |

| N28 | S42 |

| N28 | S42 |

| N28 | S42 |

| N28 | S42 |

| N28 | S42 |

| N28 | S42 |

| N28 | S42 |

| N28 | S42 |

| G16 |

| G16 |

|  |

| G8 |

| G8 |

|  |

| M23 · X1 | L2 · X1 |

| M23 · X1 | L2 · X1 |

|       |
| \| \| |
|       |
|       |

|  |

|       |
| \| \| |
|       |
|       |

|  |

| G39 | N5 |

| G39 | N5 |

|       |
| \| \| |
|       |
|       |

|  |

|       |
| \| \| |
|       |
|       |

|  |